# Parigi-Camembert 2021
La Parigi-Camembert 2021, ottantaduesima edizione della corsa, valevole come evento dell'UCI Europe Tour 2021 e come sesta prova della Coppa di Francia categoria 1.1, inizialmente prevista il 13 aprile, poi posticipata a causa della pandemia di COVID-19, si svolse il 15 giugno 2021, su un percorso di 201 km, con partenza da Pont-Audemer e arrivo a Camembert, in Francia. La vittoria fu appannaggio del francese Dorian Godon, il quale completò il percorso in 5h19'08", alla media di 39,482 km/h, precedendo i connazionali Pierre-Luc Périchon e Geoffrey Bouchard.
Sul traguardo di Camembert 52 ciclisti, su 103 partiti da Pont-Audemer, porteranno a termine la competizione.

## Squadre e corridori partecipanti
| N.    | Cod. | Squadra                         |
| ----- | ---- | ------------------------------- |
| 1-7   | ACT  | AG2R Citroën Team               |
| 11-17 | ARK  | Team Arkéa-Samsic               |
| 21-27 | IWG  | Intermarché-Wanty-Gobert        |
| 31-37 | XRL  | Xelliss-Roubaix Lille Métropole |
| 41-47 | AFC  | Alpecin-Fenix                   |
| 51-57 | TIC  | Tarteletto-Isorex               |
| 61-67 | COF  | Cofidis                         |
| 71-77 | CCA  | Cambodia Cycling Academy        |

| N.      | Cod. | Squadra                   |
| ------- | ---- | ------------------------- |
| 81-87   | AUB  | St Michel-Auber 93        |
| 91-97   | GFC  | Groupama-FDJ              |
| 101-107 | BWB  | Bingoal Pauwels Sauces WB |
| 111-117 | TDE  | Total Direct Énergie      |
| 121-127 | SVB  | Sport Vlaanderen-Baloise  |
| 131-137 | BBK  | B&B Hotels                |
| 141-147 | DEL  | Delko                     |

## Ordine d'arrivo (Top 10)
| Pos. | Corridore           | Squadra    | Tempo    |
| ---- | ------------------- | ---------- | -------- |
| 1    | Dorian Godon        | AG2R       | 5h19'08" |
| 2    | Pierre-Luc Périchon | Cofidis    | s.t.     |
| 3    | Geoffrey Bouchard   | AG2R       | a 46"    |
| 4    | Lars van den Berg   | Groupama   | s.t.     |
| 5    | Lorrenzo Manzin     | Total      | a 55"    |
| 6    | Gianni Vermeersch   | Alpecin    | s.t.     |
| 7    | Amaury Capiot       | Arkéa      | s.t.     |
| 8    | Greg Van Avermaet   | AG2R       | s.t.     |
| 9    | Franck Bonnamour    | B&B Hotels | s.t.     |
| 10   | Nathan Haas         | Cofidis    | s.t.     |